# وایت رت (داکوتای شمالی)
وایت رت(به انگلیسی: White Earth) شهری در ایالت داکوتای شمالی کشور ایالات متحده آمریکا است که جمعیت آن در سرشماری سال ۲۰۱۰ میلادی، ۸۰ نفر بوده‌است.